# Gonzalo Camilli
Gonzalo Martín Camilli (n. Montevideo, Uruguay; 4 de junio de 1974) es un exfutbolista uruguayo que jugó como delantero. Militó en diversos clubes de Uruguay, Argentina, Chile, Ecuador y El Salvador. En Argentina debutó en Independiente en el año 1992, pero recién volvería a jugar en 1995, cuando el Rojo apostaba por sus titulares en la Supercopa que iba a terminar consiguiendo. Allí pudo disputar 3 encuentros, convirtiendo su único tanto con el club de sus amores en la victoria ante Huracán por 3 a 1.

## Clubes
| Club                  | País        | Año       |
| --------------------- | ----------- | --------- |
| Independiente         | Argentina   | 1992-1995 |
| Atlético Tucumán      | Argentina   | 1995-1996 |
| Independiente         | Argentina   | 1996-1997 |
| Santiago Wanderers    | Chile       | 1997      |
| Montevideo Wanderers  | Uruguay     | 1998      |
| Deportivo Águila      | El Salvador | 1999-2000 |
| Técnico Universitario | Ecuador     | 2000      |
| Deportivo Saquisilí   | Ecuador     | 2001-2002 |
| Argentino (Quilmes)   | Argentina   | 2002-2004 |